# Mansan
Mansan is een gemeente in het Franse departement Hautes-Pyrénées (regio Occitanie) en telt 45 inwoners (2009). De plaats maakt deel uit van het arrondissement Tarbes.

## Geografie
De oppervlakte van Mansan bedraagt 2,1 km², de bevolkingsdichtheid is dus 21,4 inwoners per km².

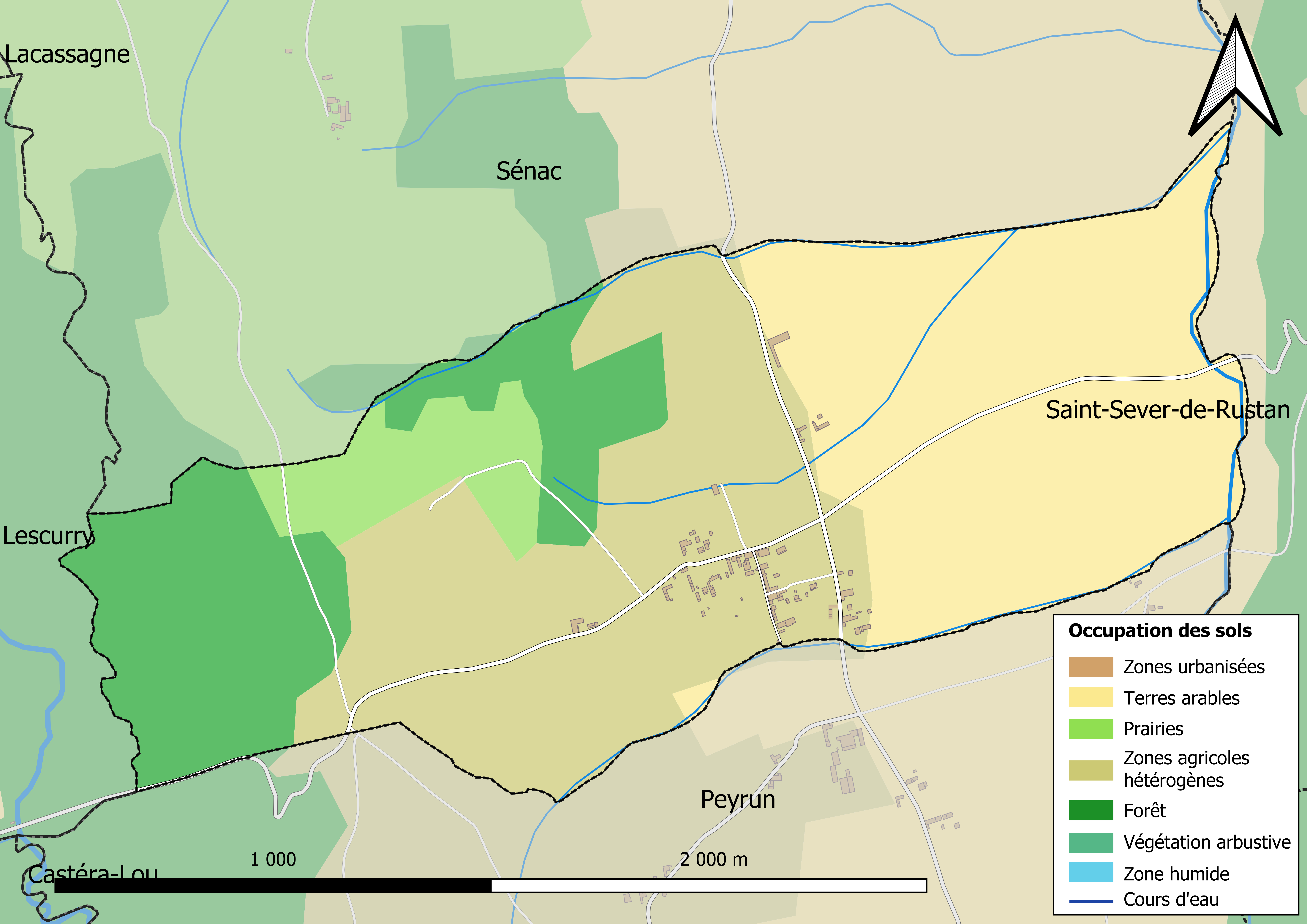
Kaart van de gemeente met belangrijkste infrastructuur, bodemgebruik en omliggende gemeenten

## Demografie
Onderstaande figuur toont het verloop van het inwonertal (bron: INSEE-tellingen).